# Toamasina
Toamasina (do 1977. poznata kao Tamatave), glavna i najveća luka na Madagaskaru, upravno središte Provincije Toamasine i Regije Atsinanana i drugi grad u državi po veličini sa svojih 200 568 stanovnika.
Grad je sjedište sveučilišta osnovanog 1977. koje je dio malegaškog javnog obrazovnog sustava, i sjedište rimokatoličke dijeceze.

## Povijest
Po lokalnoj legendi grad je dobio ime kad je prvi madagaskarski kralj Radama I. (1793. – 1828.), izišao s vojskom na obalu gdje se danas nalazi grad, kako bi spriječio iskrcavanje napadača i okusio morsku vodu. Tad je uzviknuo «Toa masina!» (to je slano). Od početka 19. stoljeća, kraj oko Toamasine bio je poprište borbi između Francuza koji su došli iz Reuniona, i Engleza s Mauricijusa, te madagaskarskih domorodaca Betsimisaraka koji nastanjuju istočnu obalu Madagaskara. Naselje se počelo formirati oko 1880. oko prirodne pomorske luke u koju su se iskrcavali prvi kolonisti. Zbog močvarnog tla i loših uvjeta u kojem je živjelo okolno lokalno stanovništvo, grad je često bio žrtva velikih epidemija. Velika epidemija kuge izbila je 1898., pa ponovno 1900., ali nakon melioracije okolnih močvara, došlo je do poboljšanja. Nakon 1895. lokalno stanovništva preseljeno je iz grada u novoizgrađeno naselje na sjeverozapadu, tad je izgrađen i telegraf do glavnog grada Antananariva. Tad je od 1901. do 1913. izgrađena i željeznička pruga Tananarive-Côte Est do glavnog grada.
Iz Tamatave je otplovila 1897. posljednja sedma kraljica Madagaskara Ranavalona III. (1861. – 1917.), u egzil u kojem je i umrla. Zajedno s njom otišao je i suverenitet zemlje, jer je od tada pa do 1940. Madagaskar bio engleska i francuska kolonija. 
U doba francuske kolonijalne uprave u Toamasini je bilo sjedište nekoliko stranih konzula, kao i brojnih francuskih službenika. Tad je Toamasina izrasla u glavnu ulaznu luku za cijeli otok. U to vrijeme uvoz se sastojao uglavnom od brašna i strojeva, a izvoz od zlata, likovog vlakna, kože, kaučuka i živih životinja. 
Komunikaciju s Europom u to vrijeme održavali su parobrodi francuskog društva Messageries Maritimes, a s Mauricijusom i preko nje Šri Lankom, britansko društvo Union-Castle Line.
Toamasina je u cijelosti obnovljena nakon što ju je razorio uragan 1927., uz novoizgrađenu Avenue Poincaré.
Većinsko stanovništvo grada su pripadnici plemena Betsimisaraka koji žive uz istočne obale Madagaskara, oni su autohtoni element ovog grada sa svojim rikšama, kojih su pune ulice. Uz njih u Toamasini danas živi i puno doseljenog stanovništva iz Europe, Azije i Afrike te brojni mulati. Tako je Toamasina danas kozmopolitski grad, mješavina indijskih, kineskih, europskih i malegaških običaja i utjecaja.

## Geografska i klimatska obilježja
Toamasina je udaljena oko 217 km sjeveroistočno od glavnog grada Madagaskara Antananariva na istočnoj obali otoka. Ona svoju važnost duguje koraljnom grebenu u Indijskom oceanu koji tvori relativno prostranu prirodnu luku s dvama ulazima. Središte grada je izgrađeno na pješčanom poluotoku na nadmorskoj visini od 6 m, koji pod pravim kutom ulazi u ocean. Na njemu je smještena gradska jezgra s trgovinama i trgovačkim uredima i glavnim prometnicama. Toamasina ima brojne široke avenije omeđene palmama, s brojnim hotelima i restoranima pored njih. Plaže su naizgled dojmljive, ali i opasne zbog morskih pasa i ponekad onečišćene. Najpoznatija gradska znamenitost je tržnica Bazary Be, što je zapravo ulica na kojoj je moguće kupiti egzotične začine i lokalne rukotvorine. Predstavlja srce grada i jedno od najpopularnijih mjesta u gradu.
Klima grada je tipična tropska sa stalnim dnevnim kišama i visokim temperaturama tijekom cijele godine. Od rujna do studenog traje najsušnije razdoblje, dok od veljače do travnja padne najviše oborina (prosječna godišnja količina oborina je 3254 mm). Prosječna dnevna temperatura je relativno konstantna tijekom cijele godine, iako je malo hladnije u srpnju i kolovozu, kad je prosječna temperatura oko 24°C. Nešto toplije je u siječnju i veljači kad temperature dosežu u prosjeku 30°C. 
Sezona uragana traje od siječnja do travnja.
| Klimatološki srednjaci za Toamasinu (6 m) | Klimatološki srednjaci za Toamasinu (6 m) | Klimatološki srednjaci za Toamasinu (6 m) | Klimatološki srednjaci za Toamasinu (6 m) | Klimatološki srednjaci za Toamasinu (6 m) | Klimatološki srednjaci za Toamasinu (6 m) | Klimatološki srednjaci za Toamasinu (6 m) | Klimatološki srednjaci za Toamasinu (6 m) | Klimatološki srednjaci za Toamasinu (6 m) | Klimatološki srednjaci za Toamasinu (6 m) | Klimatološki srednjaci za Toamasinu (6 m) | Klimatološki srednjaci za Toamasinu (6 m) | Klimatološki srednjaci za Toamasinu (6 m) | Klimatološki srednjaci za Toamasinu (6 m) |
| mjesec                                    | sij                                       | velj                                      | ožu                                       | tra                                       | svi                                       | lip                                       | srp                                       | kol                                       | ruj                                       | lis                                       | stu                                       | pro                                       | godina                                    |
| ----------------------------------------- | ----------------------------------------- | ----------------------------------------- | ----------------------------------------- | ----------------------------------------- | ----------------------------------------- | ----------------------------------------- | ----------------------------------------- | ----------------------------------------- | ----------------------------------------- | ----------------------------------------- | ----------------------------------------- | ----------------------------------------- | ----------------------------------------- |
| srednji maksimum, °C                      | 37                                        | 35                                        | 36                                        | 33                                        | 30                                        | 28                                        | 28                                        | 27                                        | 29                                        | 30                                        | 32                                        | 35                                        | 37                                        |
| srednji minimum, °C                       | 23                                        | 23                                        | 23                                        | 22                                        | 21                                        | 19                                        | 18                                        | 18                                        | 18                                        | 19                                        | 21                                        | 23                                        | 20,7                                      |
| oborine, mm                               | 366                                       | 376                                       | 452                                       | 399                                       | 264                                       | 282                                       | 302                                       | 203                                       | 132                                       | 99                                        | 117                                       | 262                                       | 3254                                      |
| Izvor:                                    |                                           |                                           |                                           |                                           |                                           |                                           |                                           |                                           |                                           |                                           |                                           |                                           |                                           |

## Gospodarstvo i promet
Od 1817. Toamasina se razvila u najvažniju malegašku luku, što je bilo i očekivano jer je jedina prirodna luka na istočnoj obali Madagaskara. Danas lukom upravlja državno društvo SEPT (Société d'exploitation du port de Toamasina), a preko nje godišnje prođe skoro milijun tona roba (70 brodova mjesečno). Preko Toamasine se izvoze kava, vanilija, papar, klinčić i grafit. Uvoze se strojevi, tekstil i prehrambeni proizvodi.
U Toamasini završava željeznička pruga Tananarive-Côte Est, koja ju povezuje s glavnim gradom Antananarivom. Grad ima i međunarodnu zračnu luku (IATA: TMM, ICAO: FMMT). U gradu završava i oko 600 km dug umjetni vodeni kanal Canal des Pangalanes, kojim je moguće doploviti do grada Farafangana na jugu države. Iz Toamasine vodi državna cesta broj 5 koja vodi uz obalu na sjever prema gradu Mananara Avaratra i državna cesta broj 2 koja vodi uz obalu na južni dio otoka.
Toamasina je važno industrijsko središte Madagaskara, u njoj su smještene tvornice za obradu kovina i prehrambena industrija te najveća rafinerija nafte u državi Solitany Malgasy (SOLIMA).
Jedna od najvećih gradskih znamenitosti veliki je zoološki vrt (Parc Zoologique d'Ivoloina) koji se nalazi sjeverno od grada u predgrađu Ivoloina.
Grad Mahanoro je udaljen oko 244 km u pravcu juga od Toamasine.

## Vanjske poveznice
- Sveučilište Toamasina  Arhivirana inačica izvorne stranice od 31. prosinca 2006. (Wayback Machine)
- Regionalni turistički ured Toamasine
- Luka Toamasina  Arhivirana inačica izvorne stranice od 26. siječnja 2012. (Wayback Machine)
- Službene stranice Regije Atsinanana  Arhivirana inačica izvorne stranice od 12. svibnja 2010. (Wayback Machine)